# Olivier Grouillard
 Olivier Grouillard  (Fenollet, 2 de setembre del 1958) va ser un pilot de curses automobilístiques francès que va arribar a disputar curses de Fórmula 1.

## A la F1
Olivier Grouillard va debutar a la primera cursa de la temporada 1989 (la 40a temporada de la història) del campionat del món de la Fórmula 1, disputant el 26 de març del 1989 el G.P. del Brasil al circuit de Jacarepaguà.
Va participar en un total de seixanta-dues curses puntuables pel campionat de la F1, disputades en quatre temporades consecutives (1989 - 1992), aconseguint una sisena posició com millor classificació en una cursa i assolí un punt pel campionat del món de pilots.

## Resultats a la Fórmula 1
| Any  | Equip                                | Xassís  | Motor    | 1       | 2       | 3       | 4       | 5       | 6       | 7       | 8       | 9       | 10      | 11      | 12      | 13      | 14      | 15      | 16      | Posició | Punts |
| ---- | ------------------------------------ | ------- | -------- | ------- | ------- | ------- | ------- | ------- | ------- | ------- | ------- | ------- | ------- | ------- | ------- | ------- | ------- | ------- | ------- | ------- | ----- |
| 1989 | Ligier Loto                          | Ligier  | Cosworth | BRA 9   | SMR DSQ | MON Ret | MEX 8   | USA NVQ | CAN NVQ | FRA 6   | GBR 7   | ALE Ret | HUN NVQ | BEL 13  | ITA Ret | POR NVQ | ESP Ret | JAP Ret | AUS Ret | 26è     | 1     |
| 1990 | Osella Squadra Corse                 | Osella  | Cosworth | USA Ret | BRA Ret |         |         |         |         |         |         |         |         |         |         |         |         |         |         | -       | 0     |
| 1990 | Osella Squadra Corse                 | Osella  | Cosworth |         |         | SMR Ret | MON NVQ | CAN 13  | MEX 19  | FRA NVQ | GBR NVQ | ALE NVQ | HUN NVQ | BEL 16  | ITA Ret | POR NVQ | ESP Ret | JPN NVQ | AUS 13  | -       | 0     |
| 1991 | Fondmetal F1 SpA                     | Fomet   | Cosworth | USA NVQ | BRA NVQ |         |         |         |         |         |         |         |         |         |         |         |         |         |         | -       | 0     |
| 1991 | Fondmetal F1 SpA                     | Fomet   | Cosworth |         |         | SMR NVQ | MON NVQ | CAN NVQ | MEX Ret | FRA Ret | GBR NVQ | ALE NVQ | HUN NVQ | BEL 10  | ITA Ret | POR NVQ |         |         |         | -       | 0     |
| 1991 | Automobiles Gonfaronnaises Sportives | AGS     | Cosworth |         |         |         |         |         |         |         |         |         |         |         |         |         | ESP NVQ | JPN     | AUS     | -       | 0     |
| 1992 | Tyrrell                              | Tyrrell | Ilmor    | SUD Ret | MEX Ret | BRA Ret | ESP Ret | SMR 8   | MON Ret | CAN 12  | FRA 11  | GBR 11  | ALE Ret | HUN Ret | BEL Ret | ITA Ret | POR Ret | JPN Ret | AUS Ret | -       | 0     |

### Resum
| Curses: | Victòries: | Pòdiums: | Poles: | Voltes ràpides: | Punts: |
| ------- | ---------- | -------- | ------ | --------------- | ------ |
| 62 (41) | 0          | 0        | 0      | 0               | 1      |